# Эсперанто (журнал)
Журнал Esperanto — главное печатное СМИ эсперанто-движения, официальный орган Всемирной эсперанто-ассоциации (Universala Esperanto-Asocio; UEA). Публикуется с 1905 года с перерывами в 1914/1915, 1941/1942—1946/1947 годах. С апреля 2017 года главные редакторы журнала — Дмитрий Шевченко и Анна Стриганова (Россия).

## История
Газета была основана французским эсперантистом Полем Бертло в июне 1905 года. После двухлетней работы в 1907 году он передал газету Хектору Ходлеру, который оставался её владельцем и редактором до 1920 года. До 1910 года газета издавалась в формате 48×34 см, в 1909 году вышел номер 60 см в высоту и 44 см в ширину; число страниц в номере от 4 до 6. С 1911 года газета издавалась в формате 32×23 см. До 1914 года газета выходила два раза в месяц с почти математической регулярностью.
В 1908 году была основана UEA. Эволюция газеты была прервана Первой мировой войной. После перерыва в несколько месяцев журнал снова появился в 1915 году. В статьях Ходлера обсуждались, в частности, война и проблемы организованного сотрудничества между государствами. В апреле 1920 года Ходлер умер, а журнал и некоторую сумму денег на возможные расходы унаследовала UEA. Новым редактором стал Эдмон Прива, техническим редактором — Ханс Якоб (эту должность он занимал и до войны). После конгресса в Стокгольме в 1934 году редакторскую работу взял на себя директор UEA Роберт Кройц.
С 1936 по 1947 год главным объединением в эсперанто-движении была Международная эсперанто-лига, издававшая газету Esperanto Internacia. В этот период так называемая Женевская UEA издавала журнал с названием Esperanto, но во время Второй мировой войны его публикации приостановились: после выпуска за март — апрель 1941 года вышли лишь выпуски за июль — сентябрь 1941 года, январь — март 1942 года, апрель — июнь 1942 года. После войны с января — февраля 1946 года журнал снова стал выходить каждые два месяца. Последним стал выпуск за ноябрь — декабрь 1946 года.
С мая 1947 года журнал Esperanto снова стал издаваться как главный печатный орган движения. В течение 1950-х годов он постепенно вырос примерно до формата А4. С 1962 и до 2002 года редактирование проводилось в центральном бюро UEA.

## Содержание
Изначально в журнале (иногда его называли газетой) публиковались анонсы мероприятий, обсуждалось эсперанто-движение, размещались новости о политических и социальных изменениях в мире. Публикации социально-политических мероприятий продолжились и после смерти Ходлера, когда его место занял Эдмон Прива. При этом неизбежно возникали проблемы, так как мнения подписчиков по различным темам не совпадали. Например, в 1932 году Прива написал материал о Британской Индии, в котором подверг резкой критике британское колониальное правительство, что вызвало протест со стороны Британской эсперанто-ассоциации. Вскоре публикации о политической ситуации в мире пропали, например, в номере за июль — август 1956 года таких публикаций уже не было. Единственным исключением (помимо литературных произведений на эсперанто), были отчёты о странах, в которых проходили эсперанто-конгрессы.
В журнале публиковалось большое количество литературных произведений и данный подход не изменился и после Второй мировой войны. Например, в номере за июль — август 1956 года на пяти из двадцати страниц были опубликованы художественные произведения.
В настоящее время в журнале Esperanto публикуются анонсы, а также ведутся дискуссии об UEA и эсперанто-движении в целом. Важным постоянным разделом является Laste aperis (с эсп. — «Недавно вышло») о недавно изданных книгах, имеющих отношение к эсперанто. В мартовских выпусках публикуется статистика членства, в июньском выпуске — отчёт руководства (Estrara Raporto). Информация о Всемирных конгрессах также появляется регулярно, например, рубрика Kongresa Raporto (с эсп. — «Отчёт о конгрессе») публикуется в сентябрьских выпусках. В связи с конгрессом (и летними каникулами) в июле — августе выходит только один номер, так что за год публикуется 11 номеров. В разделе Afriko brilas (с эсп. — «Африка сияет») размещаются статьи разных авторов о событиях в Африке, как связанных, так и не связанных с эсперанто.